# Batalla de Katzbach
La batalla de Katzbach (26 d'agost de 1813) fou un enfrontament accidental en el decurs de les Guerres de la Sisena Coalició entre les tropes franceses manades pel mariscal MacDonald i un exèrcit combinat del tropes russes i prussianes manades pel comte von Blücher. El combat fou lliurat durant una pluja intensa a les vores de la confluència dels rius Katzbach (polonès Kaczawa) i Wütende Neiße (polonès Nysa Szalona) entre les viles de Dohnau (actualment Dunino a Polònia) i Leignitz (Legnica a Polònia), a la que llavors era la província prussiana de Silèsia. La batalla, lliurada el mateix dia de la batalla de Dresden, acabà amb la retirada dels francesos.